# Brockhaus och Efrons encyklopediska lexikon
Brockhaus och Efrons encyklopediska lexikon, Энциклопедический словарь Брокгауза и Ефрона är en rysk encyklopedi som utgavs i samarbete mellan det tyska lexikonförlaget Brockhaus och den ryske förläggaren Ilja Abramovitj Efron i Sankt Petersburg. Den innehåller 121 240 artiklar, 7 800 bilder och 235 kartor. Den utkom i 41 delar och 82 band åren 1890–1907. Artiklarna skrevs av sin tids främsta  ryska vetenskapsmän som Dmitrij Mendelejev och Vladimir Solovjov. Efter Sovjetunionens upplösning har verket tryckts upp på nytt.